# 카스텔모로네
카스텔 모로네(이탈리아어: Castel Morrone)는 이탈리아 캄파니아주의 코무네다. 나폴리로부터 북쪽으로 35km, 카세르타로부터 북쪽으로 6km거리에 있다.